# آخرین سوگند او
آخرین سوگند او (انگلیسی: His Last Vow) سومین قسمت از فصل سوم مجموعه تلویزیونی شرلوک می‌باشد.